# Philippe Bourgois
Philippe Bourgois (nacido en 1956) es profesor de antropología y director del Centro de Humanidades y Medicina Social en el Departamento de Psiquiatría en la Universidad de California, en Los Ángeles. Fue el presidente fundador del Departamento de Antropología, Historia y Medicina Social en la Universidad de California, San Francisco (1998–2003) y profesor de la Universidad Richard Perry en la Universidad de Pensilvania (2007–2016).

## Biografía
Estudiante de Eric Wolf e influenciado por el trabajo de teóricos sociales franceses como Pierre Bourdieu y Michel Foucault, es considerado un importante exponente de la teoría neomarxista y de la antropología médica crítica. [La cita necesitada].
Su más reciente libro Righteous Dopefiend fue coescrito con Jeff Schonberg y fue publicado en junio de 2009 por la Prensa de la Universidad de California en su serie de Antropología Pública. El libro ganó el premio Anthony Leeds de 2010 para Antropología Urbana. El libro anterior de Bourgois estuvo basado en su residencia de cinco años cerca de una casa de venta de crack en East Harlem desde mediados de los '80 a principios de los '90: "En Búsqueda de Respeto: Vendiendo Crack en El Barrio". Le valió el premio C. Wright Mills de 1996 y el premio Margaret Mead de 1997, entre otros. Muchos de sus libros y artículos han sido traducidos y publicados en varios países. También ha conducido investigaciones en América Central sobre etnia y malestar social y es el autor de "Etnia en el Trabajo: Trabajo Dividido en una Plantación de Plátano centroamericana" (1989), el cual estuvo basado en dos años de convivencia con los trabajadores de una plantación de plátano de Marcas de Chiquita que abarca las fronteras de Costa Rica y Panamá.
Bourgois obtuvo una licenciatura en estudios sociales de Universidad de Harvard en 1978. Se le otorgó una maestría en economía de desarrollo (1980) y un doctorado en antropología (1985) de Universidad de Stanford. Pasó un año como socio postdoctoral en la Escuela Normal Superior de París en 1985–1986.
Durante su licenciatura trabajó para el ministerio de Reforma Agraria en Nicaragua (1980) durante la revolución sandinista y fue un activista de derechos humanos en Capitol Hill contra la ayuda militar al gobierno de El Salvador en 1982. Su primer trabajo académico fue como ayudante de cátedra en el Departamento de Antropología en la Universidad de Washington en St. Louis (1986–1988), seguido por 10 años en la Universidad Estatal de San Francisco (1988–1998) y una década en la Universidad de California, San Francisco. También fue profesor de la investigación Fulbright en Costa Rica (1993–1994) y becario en la Fundación Russel Sage (1990–1991), el Instituto para Estudios Avanzados en Princeton (2003–2004), y la Escuela de Investigación Avanzada en Santa Fe (2012–2013). Recibió el premio de la fundación Guggenheim en 2013.

## Publicaciones
Además de sus tres etnografías, Bourgois ha publicado cinco volúmenes, incluyendo Violencia en Guerra y Paz (2004 Blackwell), coeditados con Nancy Scheper-Hughes y más recientemente, "Violencia en los Márgenes Urbanos" (2015 Oxford), coeditados con Javier Auyero y Nancy Scheper-Hughes. Publicó un estudio etnográfico sobre vendedores de crack en East Harlem, "En Búsqueda de Respeto: Vendiendo crack en East Harlem" (Cambridge Prensa Universitaria. 1995). Bourgois es también autor de más de 150 artículos académicos y de divulgación, que dan cuenta de la segregación en los suburbios de EE. UU., falta de vivienda, violencia de género, inmigración y conflictos laborales, abuso de sustancias, VIH, y violencia íntima. También publicó un artículo sobre la fuga de su padre de Auschwitz ("Perdiéndose el Holocausto").

### En Busca de Respeto: Vendiendo crack en El Barrio
La investigación etnográfica de los comerciantes de crack y sus familias revelaron las barreras estructurales que marginalizan a la minoría puertorriqueña, y cómo su cultura callejera violenta los aísla aún más de la sociedad dominante.
Esta cultura callejera fue necesaria para obtener respeto dentro de los mismos grupos marginados. Muchos de los comerciantes de drogas, de hecho, querían trabajar de modo legal; aun así, eran objetivo de prejuicios a menudo, y con su carencia de educación y falta de experiencia laboral cuando vendían drogas, eran a menudo rechazados o sólo podían conseguir trabajos con un sueldo mínimo. Muchos volvían al comercio de drogas.

### Righteous Dopefiend
La adicción a los opiáceos en San Francisco, California es explorada por Bourgois y el fotógrafo Jeff Schonberg en su foto-etnografía de 2009 "Righteous Dopefiend" donde los dos observan, fotografían y analizan críticamente a un grupo de heroinómanos sin hogar desde noviembre de 1994 hasta diciembre de 2006.
La etnografía toma un enfoque humanista para contrarrestar la adicción a los opiáceos en la región de California, redefiniendo la percepción de esta adicción y humanizando las experiencias de adictos ilustrando la presencia de desigualdad, violencia, racismo, sufrimiento, y complejas relaciones de poder dentro del mundo de las drogas del San Francisco. Bourgois escribe: “El objetivo central de esta foto-etnografía… es aclarar la relación entre fuerzas de poder a gran escala y las maneras íntimas de ser, para explicar por qué los Estados Unidos, la nación más rica en el mundo, ha emergido como una olla de presión que produce adictos indigentes embrollados en violencia diaria” (Bourgois 5).